# Акаевский, Николай Иванович
Никола́й Ива́нович Акае́вский (6 [18] мая 1899, с. Гудово, Тамбовская губерния,  Российская империя, — 16 января 1974, Троицк, Челябинская область, СССР) — советский учёный-анатом.
Заведующий кафедрой анатомии сельскохозяйственных животных Пермского университета (1929–1930), заведующий кафедрой анатомии и гистологии (1930–1974), проректор Троицкого ветеринарного института.
Младший брат анатома А. И. Акаевского.

## Биография
В 1927 окончил Сибирский ветеринарно-зоологический институт в Омске; работал там далее ассистентом.
В 1929–1930 годах — заведующий кафедрой анатомии сельскохозяйственных животных Пермского государственного университета.
В 1930–1974 годах — заведующий кафедрой анатомии и гистологии Троицкого ветеринарного института; в течение 22 лет был в институте проректором по учебной и научной работе.

## Научная и общественная деятельность
В 1929 году  защитил кандидатскую диссертацию «Материалы к вопросу иннервации головы северного оленя с некоторыми топографическими данными».
В 1940 году защитил докторскую диссертацию «Эволюция заднебедренной группы мускулов млекопитающих в сравнительноанатомическом освещении» (звание профессора присвоено в  1946 году). Большое внимание в своей научной работе уделял сравнительной анатомии опорной, сердечно-сосудистой и нервной систем домашних птиц с учетом их видовой, породной и возрастной принадлежности. Владел макромикроскопическими методами нервной периферии и функционального подхода при оценке полученных результатов. Его научные наблюдения существенно расширили сложившиеся представления о морфологии птиц по видовым признакам.
Область научных интересов — сравнительная анатомия опорной, сердечно-сосудистой и нервной систем домашних птиц с учетом их видовой, породной и возрастной принадлежности.
Под его руководством проведены детальные исследования по сравнительной и возрастной анатомии домашних и диких птиц. По результатам исследований опубликовано более 70 научных работ, защищены 4 кандидатские и 1 докторсая диссертации.
Под его руководством в Троицком ветеринарном институте создан уникальный анатомический музей.
Подготовил 3 докторов, 13 кандидатов наук.
Автор более 200 научных работ, 3 монографий.
Был членом редколлегии трудов Троицкого ветеринарного института, на протяжении более двадцати лет года выполнял функции ответственного редактора. Избирался и работал председателем местного комитета, членом партийного бюро института, был организатором и первым председателем городского общества «Знание», двенадцать лет избирался депутатом Троицкого городского совета, членом горисполкома четырех созывов, членом президиума обкома профсоюза научных работников. Сыграл большую роль в создании и становлении Уральского (Троицкого) ветеринарного института.

## Избранные публикации
- Акаевский Н. И. Артериальная система головы северного оленя // Труды Сибветинститута. 1929. Вып. Х. С. 381–395.
- Акаевский Н. И. Некоторые данные о венозной системе и топографическом положении ее главных стволов на голове северного оленя // Труды Сибветинститута. 1929. Вып. Х. С. 515–525.
- Акаевский Н. И. Редкий случай аномалии m.ext.digitalis pedis у собаки // Труды / Уральский государственный ветеринарно-зоотехнический институт. 1935.Вып. 1. С. 152–154.
- Акаевский Н. И. Эволюция мускулов заднебедренной группы у млекопитающих и в частности домашних животных в сравнительно-анатомическом освещении // Труды Троицкого ветеринарного института. 1949. Т. V. 155 с.
- Акаевский Н. И. Эволюция мускулов заднебедренной группы у млекопитающих и в частности, домашних животных в сравнительно-анатомическом освещении // Труды / Троицкий вет. институт. 1950. Вып. 5. С. 7–154.

## Награды
- Медаль "За освоение целинных земель" (1969).
- Орден Трудового Красного Знамени (1961).
- Медаль «За доблестный труд в Великой Отечественной войне 1941–1945 гг.» (1946).
- Медаль "За доблестный труд. В ознаменование 100-летия со дня рождения Владимира Ильича Ленина" (1970).[5]
- Дипломы, почётные грамоты и медали ВДНХ.
- Мраморный бюст и мемориальная доска установлены по решению руководства Троицкого ветинститута (за многолетний вклад в развитие вуза, подготовку педагогических кадров и воспитание студентов)[6].